# Groupe de Compiègne
Le groupe de Compiègne ou bataillon de France fut l’un des premiers groupes armés de la résistance française, sinon le premier. Fondé en février 1941, il fut démantelé en mars 1942 par le contre-espionnage allemand, deux mois après son ralliement à Combat Zone Nord. La plupart des membres du groupe seront déportés en Allemagne, beaucoup seront condamnés à mort et exécutés. D'autres mourront en prison ou dans les camps. Deux déportés survécurent : Maurice Rousselet et René Nicot.

## Fondation
Trois copains, Gabriel Clara — 16 ans — Robert Héraude — 18 ans — et Michel Edvire — 17 ans — forment une petite bande : « L’objectif était d’inciter à la lutte contre la force d’occupation allemande et contre la politique de collaboration franco-allemande poursuivie par le gouvernement français de Vichy. Les adhérents de ce groupe étaient exclusivement des hommes qui selon leurs propres déclarations partageaient les conceptions politiques et les objectifs du général de Gaulle […] Robert Héraude en informa une de ses connaissances, Georges Beschon […] agent forestier, et qui plus tard travailla comme ouvrier dans un parc de munitions.... Beschon qui se déclara prêt à collaborer recruta alors les inculpés Christian Héraude et Abel Laville comme nouveaux partisans. »

## Développement
Peu à peu, le groupe recrute des militants plus âgés, puis des combattants de la Grande Guerre qui en prennent la direction : Gualbert Flandrin et Albert Vandendriessche. 
- À Margny-lès-Compiègne : Alexandre Gandouin, 48 ans, marié, un enfant, fantassin blessé et gazé pendant la Grand Guerre, patron de café ;
- À Venette : Georges Dubois, 20 ans, employé à La Cristallerie.
- À Compiègne : Alfred Vervin, 33 ans, marié, deux enfants, mécanicien-ajusteur ; Georges Fouquoire, 34 ans, marié, trois enfants, chaudronnier, employé, comme Rousselet, Vervin et Laville, par le garage Guinard réquisitionné par la Wehrmacht ; Jean Fleurus, 29 ans, chauffeur de taxi, ami de Fouquoire ; François Claux, 52 ans, marié, 2 enfants, négociant en vins en gros et conseiller municipal[3].

### Activités du groupe
La grande affaire, c’est la récupération d’armes dont la plupart sont en mauvais état. Une tentative de coupure de la ligne SNCF qui écoule vers l’Allemagne des matériels pillés échoue. Alexandre Gandouin et Gualbert Flandrin repèrent des terrains d’atterrissage et de parachutage dont les coordonnées confiées à Gilberte Bonneau du Martray sont transmises à André Postel-Vinay et à un agent britannique. Les militants diffusent les tracts et les journaux clandestins apportés de Paris : La France continue, Pantagruel, Les Petites Ailes de France, Veritas.

### Pénétration de la Geheime Feldpolizei
Le groupe est pénétré par un V-Mann déjà venu de la part de Jean de Launoy afin de porter des exemplaires du journal clandestin La Vérité française à un nommé Tournier, ami de Beschon et de Flandrin dûment signalés à la Geheime Feldpolizei. Le V-Mann revient pour le compte de Charles Le Gualès de la Villeneuve, de Combat Zone Nord : « Lorsqu’en décembre 1941, Jacques, chargé de négocier le ralliement du cercle de Compiègne à Libération Nationale, vint chez Tainturier, il voulut rencontrer un des leaders du groupe, Tainturier le conduisit alors à Vandendriessche. Jacques décrivit brièvement son groupe, Vandensriessche fit de même pour le sien ; ils parlèrent surtout de la propagande de chacun. Lorsque Jacques exprima le souhait de faire la connaissance des autres leaders du groupe, Vandendriessche l’accompagna les semaines qui suivirent à plusieurs débats avec Christian Héraude et Beschon, qui, du reste, se tenaient en partie chez Vandendriessche lui-même. Celui-ci annonça que des groupes semblables s’étaient formés dans les communes voisines de Compiègne, comme à Noyon ou à Cuts, et il accepta avec les autres quelques exemplaires du tract de "Libération Nationale".»

### Tony Ricou à Compiègne
Vendredi 23 janvier 1942 — Tony Ricou se rend à Compiègne, accompagné de Jacques Duverger. Tenue chez Vanderdriessche, la réunion est protégée par des guetteurs équipés de téléphones de campagne, dont Maurice Rousselet. Duverger fera un compte-rendu détaillé de cette visite : « Jacques [Duverger] apparut de nouveau, accompagné cette fois du professeur Ricou […] qui tout particulièrement était chargé de rallier au mouvement tous les groupes de résistance locaux. Lors d’une réunion en petit comité chez Vanderdriessche, à laquelle étaient conviés Flandrin, Tainturier et aussi Christian Héraude qui ne s’y rendit pas, Ricou se présenta sous le nom de Tavernier et exposa en détail son mouvement « Libération Nationale ». […] À la suite de cette longue présentation du mouvement, les représentants de l’organisation de Compiègne décidèrent de se rallier au mouvement de « Libération Nationale ». Ricou signifia alors qu’il serait très souhaitable que l’ancien officier Tainturier prenne la direction du groupe de Compiègne. Après avoir montré quelques réserves, ce dernier accepta finalement de reprendre la tête du groupe. »

### La provocation
L’objectif prioritaire de la Geheime Feldpolizei est de faire main basse sur les armes avant qu’elles n’aient servi contre la Wehrmacht : « Lorsqu’en janvier et février 1942, Jacques apprit lors de discussions avec les représentants de l’union que l’organisation de Compiègne avait des armes cachées un peu partout dans toute la région de Compiègne, celui-ci poussa à ce que ces armes soient rassemblées et mises à disposition. Lors d’une promenade avec Vanderdriesche et Beschon, il s’assura tout d’abord que cela avait bien été communiqué. Ensuite, il en vint à poser la question du lieu de stockage de ces armes. Là, Vanderdriessche et Beschon proposèrent de louer à Compiègne des locaux adéquats. Proposition que refusa Tainturier préférant rassembler les armes dans une grotte de la forêt. Toutefois, comme ce plan semblait irréalisable, il fut tout d’abord décidé de louer un cabanon de chasse inoccupé près de Compiègne, projet qui cependant avorta. Sur ce, Flandrin, présent lui aussi à ces discussions et poussé par d’autres membres présents, loua une maison inhabitée à Compiègne.»

### Les rotations d’armes
A bord d’une camionnette procurée par Duverger, les militants transfèrent, en cinq rotations et cinq soirées, la plupart des armes dans la maison louée par Gualbert Flandrin, rue de Clairoix, à Margny-lès-Compiègne. La quatrième soirée est un échec. Depuis décembre dernier, Vanderdriessche sait par Robert Toustou, chapelier — qui a servi comme sous-officier dans le même régiment que lui — qu’il y a un dépôt d’armes à Boulogne-la-Grasse. Où ? Toustou pose la question à Pierre Bourson, libraire. Bourson répond d’aller voir de sa part René Nicot, instituteur. 
Germaine Toustou : « Mon mari et Pierre Bourson seuls savaient que M. Nicot tenait des armes à la disposition du groupe de Compiègne. Lorsque Beschon, Vervin et Fleurus se présentèrent pour prendre les armes et les ramener à Compiègne, dans la camionnette que conduisait "Jacques", je crois, et M. Nicot pourra confirmer mes dires, que cet individu a dû retourner seul à Boulogne. » 
L'acte d'accusation : « Une fois qu’ils furent rentrés à Compiègne, Beschon et Jacques prévinrent Vanderdriessche, lequel prévint Toustou qui en parla à Bourson. 
Bourson expliqua qu’il fallait attendre quelques jours avant de retourner chez Nicot. Entre-temps, il lui enverrait une lettre.»

### Les arrestations
Mardi 3 mars 1942 — Avant l’aube, la Feldgendarmerie arrête à leur domicile les militants du groupe de Compiègne que Duverger avait pu loger : Georges Beschon, François Claux, Michel Edvire, Gualbert Flandrin, Georges Fouquoire, Alexandre Gandouin, Christian Héraude, Robert Héraude, René Nicot, Maurice Rousselet, Georges Tainturier, Robert Toustou, Albert Vandendriessche et Alfred Vervin.
Les Feldgendarmes ont saisi 147 grenades à main, dix fusils, neuf mitrailleuses lourdes avec leur trépied, une mitrailleuse légère, trois affûts supplémentaires de mitrailleuse lourde, 35 armes blanches, 200 coups de munition d’infanterie et quelques autres matériels. Pierre Bourson absent échappe à la rafle. Son frère est arrêté à sa place. Une fois de retour, il décide de rester chez lui, afin de prévenir des représailles contre sa famille. Il est arrêté le lendemain, mercredi 4 mars 1942.
Vendredi 17 avril 1942 : arrestation de Gabriel Clara et d’Abel Laville.

### Fresnes
Bouclés à Fresnes, les militants sont interrogés par la Geheime Feldpolizei de l’hôtel Cayré, boulevard Raspail. En septembre 1942, en vertu du décret Nacht und Nebel, ils sont déportés à la prison de Sarrebruck où les ont précédés leurs camarades parisiens de Combat Zone Nord. Alfred Vervin et Michel Edvire transitent par le camp spécial SS d’Hinzert. Épuisés, Georges Beschon et Alfred Vervin meurent avant le procès.

### Le Volksgerichtshof
Les militants de Combat Zone Nord sont jugés par petits paquets, du 12 au 19 octobre 1943. Le 15, Alexandre Gandouin, Gualbert Flandrin et Gilberte Bonneau du Martray sont condamnés à mort pour espionnage en temps de guerre. Le 19, Georges Tainturier, Christian et Robert Héraude, Gabriel Clara, Michel Edvire, Abel Laville et Albert Vandendriessche  sont condamnés à mort. Pierre Bourson et Robert Toustou à des peines de travaux forcés, Maurice Rousselet à huit ans de prison.
Le 7 décembre 1943, les condamnés à mort sont guillotinés à la prison de Cologne. Pierre Bourson et Robert Toustou sont expédiés au bagne de Sonnenburg, puis au camp de Sachsenhausen. François Claux resté à Sarrebruck sera tué par un bombardement allié. Maurice Rousselet est emprisonné à Bautzen. René Nicot est envoyé sans jugement au camp de Dachau.

### La cour de justice de la Seine
Le 10 mars 1947, Duverger est arrêté à Augsbourg. Immédiatement, il dénonce les vieux amis du Sipo-SD dont il connaît l’adresse.
En juillet 1949, il est jugé par la cour de justice de la Seine. Un mardi est consacré à l’affaire de Compiègne. Condamné à mort, Jacques D., alias Jacques Duverger, alias Vogel, alias Jean Masson, alias Pierre Boulain, etc., est fusillé, le 23 décembre 1949, au fort de Montrouge.

## Sources
- Archives nationales
- Archives départementales de l’Oise